# سارا توسکانو
سارا توسکانو (به انگلیسی: Sarah Toscano) (زاده ۹ ژانویهٔ ۲۰۰۶) خواننده و ترانه‌سرا ایتالیایی است.
در سال ۲۰۲۴ او برنده بیست و سومین نسخه استعداد شو آمیچی دی ماریا دی فیلیپی شد.